# William S. Graves

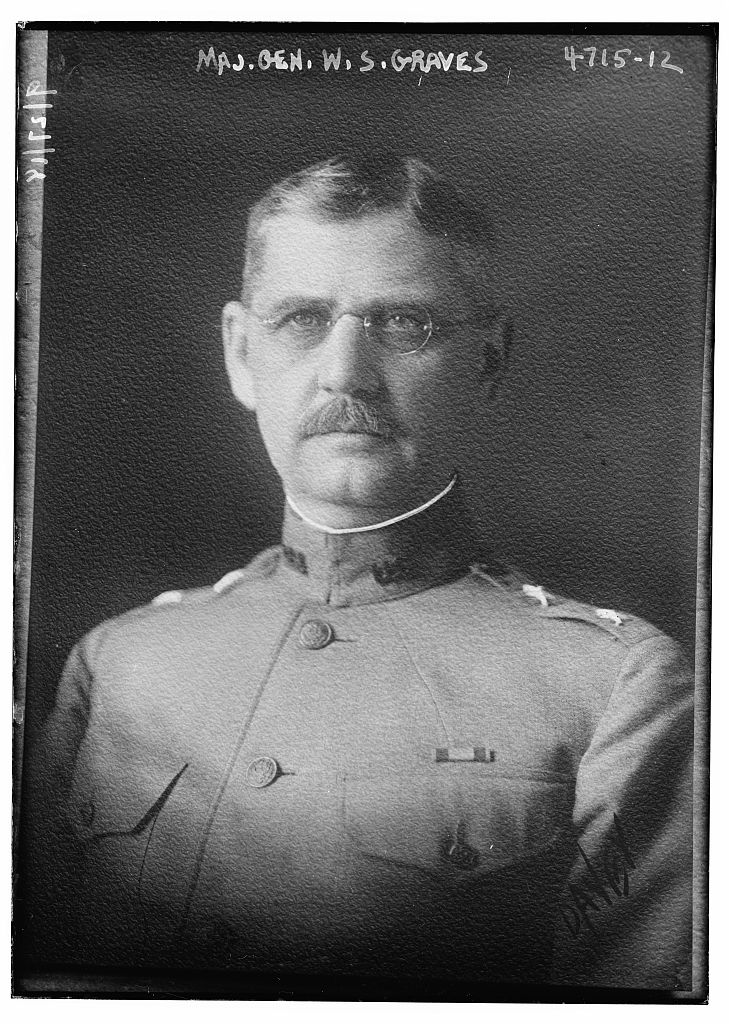
William S. Graves (1918)

William Sidney Graves (* 27. März 1865 in Mount Calm, Hill County, Texas; † 27. Februar 1940 in Shrewsbury, Monmouth County, New Jersey) war ein Generalmajor der United States Army. Er war unter anderem zwischen 1918 und 1920 Kommandeur der Amerikanischen Expeditionsstreitkräfte in Sibirien.
William Graves war der Sohn des Geistlichen Andrew Carroll Graves (1831–1904) und dessen Frau Eveline Bennett (1835–1905). Zwischen dem 15. Juni 1884 und dem 12. Juni 1889 durchlief er die United States Military Academy in West Point. Nach seiner Graduation wurde er der Infanterie zugewiesen. In der Armee durchlief er anschließend alle Offiziersränge vom Leutnant bis zum Zweisterne-General.
Die ersten zehn Jahre seiner Militärzeit verbrachte er im Westen der Vereinigten Staaten. Dabei war er die längste Zeit in Fort Logan in der Nähe von Denver in Colorado stationiert. Zwischenzeitlich wurde er auch nach Wyoming versetzt. In der Folge nahm er am Spanisch-Amerikanischen und am Philippinisch-Amerikanischen Krieg teil. Im letzteren Krieg war er als Kommandeur einer Kompanie auch in Gefechte verwickelt. Insgesamt war er zwischen 1899 und 1902 auf den Philippinen stationiert. Im Verlauf der 1900er Jahre kehrte er mehrfach, aber immer nur für kurze Zeit, dorthin zurück. Dazwischen tat er an Stützpunkten in der Vereinigten Staaten wie z. B. in Columbus in Ohio und Fort Sheridan in Illinois Dienst. Im Jahr 1906 war er in Kalifornien, wo er im April und Mai unmittelbar nach dem Erdbeben von San Francisco 1906 in dieser Stadt stationiert war. Später war er bis 1909 in Los Angeles bei der Rekrutierungsbehörde tätig.
Zwischen 1909 und 1912 fungierte William Graves als Generalstabsoffizier in Washington, D.C. Anschließend war er zunächst in Utah und dann in Texas tätig, wo er zwischen November 1913 und August 1914 in El Paso den Truppen zur Kontrolle der Grenze zu Mexiko angehörte. Danach kehrte er bis 1918 wieder in die Bundeshauptstadt zurück um erneut als Generalstabsoffizier zu arbeiten. In dieser Funktion war er im Mai 1917, also bereits nach dem amerikanischen Eintritt in den Ersten Weltkrieg, in geheimer Mission bei den europäischen Verbündeten unterwegs. Im Juli und August 1918 war Graves für wenige Tage Kommandeur der 8. Infanteriedivision.
Er wurde aber nicht auf dem europäischen Kriegsschauplatz eingesetzt. Stattdessen wurde er nach Sibirien versetzt, wo er im Zuge des Russischen Bürgerkriegs Kommandeur der Amerikanischen Expeditionsstreitkräfte in Sibirien wurde. Seine Truppen bestanden aus vier Infanterieregimentern und umfassten knapp 8.000 Soldaten. Die Sibirien-Mission war eine gemeinsame Unternehmung der Vereinigten Staaten, Großbritanniens, Frankreichs, Japan und der neuentstandenen Tschechoslowakei. Allerdings geriet Graves öfter mit den Kommandeuren der Streitkräfte der anderen Nationen in Konflikt. Er sah seine Hauptaufgabe in der Sicherung der Transsibirischen Eisenbahn und von amerikanischem Eigentum. Die anderen Staaten wollten auch gegen die Bolschewiki kämpfen, was Graves ablehnte. Er behielt sein wenig erfolgreiches Kommando bis 1920, als die Truppen wieder in die USA zurückkehrten. Insgesamt starben 189 amerikanische Soldaten aus verschiedenen Gründen in diesem von logistischer Seite schlecht vorbereiteten amerikanischen Einsatz.
Im weiteren Verlauf des Jahres 1920 wurde William Graves einmal mehr auf die Philippinen versetzt, wo er zwischen April und Oktober das Kommando über Fort William McKinley hatte. Danach übernahm er das Kommando über die 1. Brigade der 1. Infanteriedivision. Im Dezember 1922 bekam er den Oberbefehl über diese Division, den er bis Juli 1925 innehatte. Anschließend war er bis November 1926 Kommandeur der 6th Corps Area mit Sitz in Chicago. Danach erhielt er das Oberkommando über die amerikanischen Heereseinheiten am Panamakanal. Dieses Amt hatte er bis zum 1. April 1928 inne. Im weiteren Verlauf des Jahres ging er in den Ruhestand.
William Graves war mit Katherine Pauline Boyd (1871–1957) verheiratet. Seine Erinnerungen an den Sibirieneinsatz verarbeitete er in einem 1931 veröffentlichten Buch unter dem Titel America's Siberian Adventure. Er starb am 27. Februar 1940 in Shrewsbury in New Jersey und wurde auf dem Nationalfriedhof Arlington beigesetzt.

## Orden und Auszeichnungen
William Graves erhielt im Lauf seiner militärischen Laufbahn unter anderem folgende Auszeichnungen:
- Army Distinguished Service Medal
- Philippine Campaign Medal
- World War I Victory Medal
- Orden der Aufgehenden Sonne (Japan)
- Order of Wen-Hu (China)
- Orden der Krone von Italien (Italien)
- Tschechoslowakisches Kriegskreuz 1914–1918 (Tschechoslowakei)